# مانديب جانجرا
مانديب جانجرا مواليد 19 مايو 1993 في الهند، هاريانا، هو ملاكم هندي يصنف ضمن فئة وزن الوسط. حقق الميدالية الفضية في دورة ألعاب الكومنولث 2014.

## الميداليات
| الميدالية | المسابقة                  |
| --------- | ------------------------- |
| فضية      | دورة ألعاب الكومنولث 2014 |

## روابط خارجية
- مانديب جانجرا على موقع اتحاد ألعاب الكومنولث (مؤرشف) (الإنجليزية)